# Zanpakuto
Zanpakutō (Japans: 斬魄刀) is een fictief magisch zwaard uit de Japanse anime- en mangaserie Bleach. De naam verwijst naar het macrobiotische Japanse concept Sanpaku, waarbij het wit onder de iris een voorteken zou zijn van een naderende dood.
De meeste Zanpakutō zien eruit als een normale katana, met verschillen tussen elk zwaard. Elke Zanpakutō heeft de kracht om een Plus (een goede geest) naar Soul Society te sturen, Hollows (slechte geesten) hun zielen te zuiveren zodat ze ook naar Soul Society kunnen gaan. Enkel Hollows die een dodelijke zonde in hun menselijk leven begaan (bv. een ander persoon doden) worden naar de hel gestuurd.
De ziel van de Zanpakutō is een deel van de ziel van de eigenaar. Ook deelt het vaak dezelfde persoonlijkheid met de eigenaar. Ze kunnen los van elkaar acties ondernemen, daarom kan worden aangenomen dat de Zanpakutō een partner van de Shinigami is. Doordat het een onderdeel van de ziel van de eigenaar is kan een Zanpakutō niet worden vervangen, als hij gebroken is zal hij langzaam helen. Het maakt voor de eigenaar niet uit in wat voor een vorm of grootte de Zanpakutō is, het blijft moeiteloos te hanteren omdat het een deel van de eigenaar zijn ziel is. Voor een Shinigami is het veel lastiger om een zanpakutō te hanteren dat niet van hem is. Kaname Tōsen is het enige personage in de serie die dat doet.
Shinigami kunnen hun krachten overbrengen door de Zanpakutō door het hart van de ontvanger te steken. Rukia Kuchiki doet dit aan het begin van de serie bij Ichigo Kurosaki. Hoewel ze de helft van haar krachten wilde geven absorbeerde Ichigo haar hele kracht.

## Vormen
Een Zanpakutō kan zich twee krachtigere versies aanmeten en terugkeren in een verzegelde staat. De twee vormen die bekendstaan als Shikai en Bankai geven het de Zanpakutō meer toepassingen dan een normaal zwaard. Shinigami's dragen hun Zanpakutō normaal in hun verzegelde staat en activeren hem als het nodig is. Het hangt af van de Shinigami's capaciteit om met de Zanpakutō's ziel te communiceren en te controleren of de eigenaar de Shikai en Bankai kan activeren.
De verzegelde vorm van de Zanpakutō kan ook drastisch veranderd zijn, al geeft dit geen voordeel in het gevecht. Een uitzondering hierop is de Zanpakutō van Ikkaku Madarame die heeft een handvat die bloed opslaat als zalf. Als een Shinigami grote spirituele kracht heeft maar er geen controle over heeft zal hij of zij een grote Zanpakutō hebben. Shinigami met een hoge spirituele kracht moeten dan ook het formaat van hun zwaard klein kunnen houden. Een Zanpakutō kan ook als een ander object worden gebruikt. Kisuke Urahara en Shigekuni Yamamoto-Genryūsai verhullen hun Zanpakutō als een wandelstok. Van Urahara neemt het de vorm aan van een shikomizue, terwijl die van Yamamoto verstopt zit in zijn grote wandelstok.

### Shikai
De Shikai is de eerste krachtige vorm van een Zanpakutō. Om het te activeren moet een Shinigami eerst de naam leren van hun zanpakutō. Het is niet zo simpel als een naam verzinnen, de ziel van de Zanpakutō heeft al een naam. De Shinigami moet effectief kunnen communiceren met hun Zanpakutō, wat inhoudt in zijn eigen wereld tegen de ziel praten. Het activeren van Shikai is een teken dat de Shinigami de Zanpakutō kan hanteren.
Nadat de naam bekend is kan de Shikai worden aangenomen door de naam van de Zanpakutō te zeggen en een commando erachteraan. Een commando verschilt van een werkwoord tot een kort gedicht. Het heeft vaak te maken met de aard van de Zanpakutō. Zeldzaam is het dat de Zanpakutō in de Shikai-vorm blijft. Zulke Zanpakutō zijn van het constant release-type. Een Shinigami met zo'n Zanpakutō is Ichigo Kurosaki.
Als de Shikai geactiveerd is zal de Zanpakutō een andere vorm aannemen. Normaal blijven ze de vorm houden van een zwaard, maar de type van het zwaard verschilt met anderen Zanpakutō's. De speciale aanvallen van de zanpakuto hebben ook allemaal een naam. Het verschil tussen de naam weten of niet is een verschil in kracht dat een aanval heeft.
Kenpachi Zaraki is de enige Captain van de Gotei 13 die noch Shikai, noch Bankai heeft weten te bemachtigen. Dit komt doordat de naam van zijn Zanpakutō niet kent, en daar maalt hij niet om ook.
Vanwege zijn eigen verschrikkelijk sterke reiatsu is hij sterk genoeg om op gelijkstaande voet te vechten met andere Captains van de Gotei 13. Uitgaand van eigen kracht beschouwt hij zijn Zanpakutō enkel als een voorwerp en niet als een aparte entiteit met een eigen ziel waardoor hij de naam nooit wist te ontdekken.
De Shikai kan ook aangenomen worden door het forceren van een gebruikers Reiatsu in een Zanpakutō (als de ziel erin is uitgehaald). Dit stelt de gebruiker instaat de volledige kracht van zijn Shikai te gebruiken plus alle aanvallen. Het nadeel is dat dit extreem veel reiatsu vraagt omdat de geleverde Reiatsu normaal door de ziel van de Zanpakutō wordt geleverd en nu door de Shinigami zelf geleverd moet worden. Hierdoor ziet Zaraki Kenpachi's wapen er ook niet uit als een normale maar als een afgerafeld zwaard.

### Bankai
Bankai is de tweede en laatste vorm van een Zanpakutō. Om het te bereiken moet de eigenaar de ziel van de Zanpakutō kunnen materialiseren en het onder controle kunnen houden. Zo krijgt de Shinigami de volledige kracht van de Zanpakutō. Volgens Yoruichi Shihōin geeft de Bankai een Shinigami vijf tot tien keer meer kracht. Het handhaven van Bankai is belastend voor de eigenaar ervan, het is lastig om het voor lange perioden te gebruiken. Als de eigenaar bijna dood is verdwijnt de Bankai.
In tegenstelling tot de Shikai is er geen commando om Bankai te activeren, al zal de gebruiker meestal Bankai zeggen voor hij het activeert. De Bankai is vaak een groot schepsel of effect dat de eigenaar helpt. De Bankai van Ichigo Kurosaki is een uitzondering: deze zorgt ervoor dat de zanpakuto juist kleiner wordt. Bankai vergroot ook de naam van de Zanpakutō. Byakuya Kuchiki's Senbonzakura wordt Senbonzakura Kageyoshi soms veranderd het de naam van de Zanpakutō, Suzumebachi van Soifon wordt Jakuhō Raikōben. Verschillende Shinigami's veranderen ook van uniform, de kleding lijkt op die van wat de ziel van de Zanpakutō heeft.
Honderden jaren van training zijn er normaal gesproken nodig om Bankai te activeren en daarna nog tien jaar training om het volledig onder controle te krijgen. Een apparaat gemaakt door Kisuke Urahara zorgt ervoor dat de ziel van de Zanpakutō geforceerd wordt om te materialiseren. Deze methode kan fataal worden als hij niet succesvol wordt afgerond. De enige twee die deze training succesvol hebben afgerond en daarmee Bankai hebben geactiveerd zijn Ichigo Kurosaki en Kisuke Urahara.
Volgens Byakuya Kuchiki is er in de vier adellijke families van Soul Society maar één persoon in verschillende generaties die geboren wordt met de spirituele kracht om Bankai te activeren.
Doordat Bankai honderd jaar van training nodig heeft is het zeldzaam onder Shinigami's. Alle captains van de Gotei 13 hebben Bankai behalve Kenpachi Zaraki. De enige niet captains die Bankai hebben zijn Renji Abarai, Ikkaku Madarame, en Ichigo Kurosaki.

### Resurrección
Arrancars, Hollows die hun masker hebben verwijderd en Shinigami-krachten hebben, hebben ook een Zanpakutō . Als ze hun Zanpakutō activeren heet dat resurrección. Bij Arrancars is een Zanpakutō hun Hollow-krachten verzegeld in de vorm van een zwaard. Als ze de Zanpakutō activeren, kunnen ze gebruikmaken van de Hollow-krachten, Vizards zijn de enige "niet-Hollows" die ook gebruik kunnen maken van de Hollow krachten.
Doordat hun krachten zijn verzegeld, moeten ze tijdens een resurrección transformeren in hun Hollow-vorm. Dit zorgt ervoor dat ze er grotendeels uitzien voordat ze Arrancar werden. Arrancar keren terug in hun menselijke vorm wanneer ze hun krachten weer verzegelen. De reden dat ze dit doen is dat ze op deze manier menselijk kunnen blijven en dat ze hun krachten kunnen bewaren als ze inactief raken.

## Types
Er zijn verschillende types Zanpakutō , gerangschikt naar het doel of effect van de speciale aanvallen. De Zanpakutō van Ichigo Kurosaki is een melee-type, het is gemaakt voor gevechten waarbij je dicht bij de tegenstander bent. Yumichika Ayasegawa's Zanpakutō is een Kidō-type, het is gemaakt voor zijn speciale aanval.
Ook worden de Zanpakutō's gerangschikt op het element waar ze van zijn. Tōshiro Hitsugaya en Rukia Kuchiki bevatten ijs-type Zanpakutōs , Shigekuni Yamamoto-Genryūsai heeft een vuur-type en Kaien Shiba had een water-type Zanpakutō.